# Дуги марш 7
Дуги марш 7 (кин: 长征七号运载火箭) кинеска је ракета-носач средње категорије, опремљена ракетним моторима на течно гориво. Након неколико година развоја од стране Кинеске аеросвемирске корпорације за науку и технологију, успешно је први пут полетела 25. јуна 2016. године.
Конструкција ракете базирана је на доказаном дизајну претходне генерације ракета које су сертификоване за транспорт људске посаде. Језгро ракете има пречник од 3,35 метара, док четири додатка имају мањи пречник од 2,25 метара. Као гориво се користи мешавина РП-1 и течног кисеоника, за разлику од претходне генерације која је користила комбинацију азот тетроксида и хидразина који су отровни. Многи елементи ракете, попут ракетних мотора и резервоара, исти су у све три верзије нове генерације ракета-носача (поред ове ракете, чине је и Дуги марш 5 и 6), како би се смањили трошкови и убрзао процес производње.